# Santo Stefano di Camastra
Santo Stefano di Camastra – miejscowość i gmina we Włoszech, w regionie Sycylia, w prowincji Mesyna.
Według danych na rok 2004 gminę zamieszkuje 5011 osób, 238,6 os./km². Miasteczko posiada wiele zakładów i fabryk specjalizujących się w produkcji ceramiki ozdobnej - stiuku - z której słynie ten region Sycylii.

## Zabytki i atrakcje turystyczne
- Palazzo Trabia, w którym mieści się Muzeum Ceramiki;
- renesansowy kościół Chiesa Madre z XVIII-wiecznymi dekoracjami ze stiuku[1].